# مون-دو-مارسان

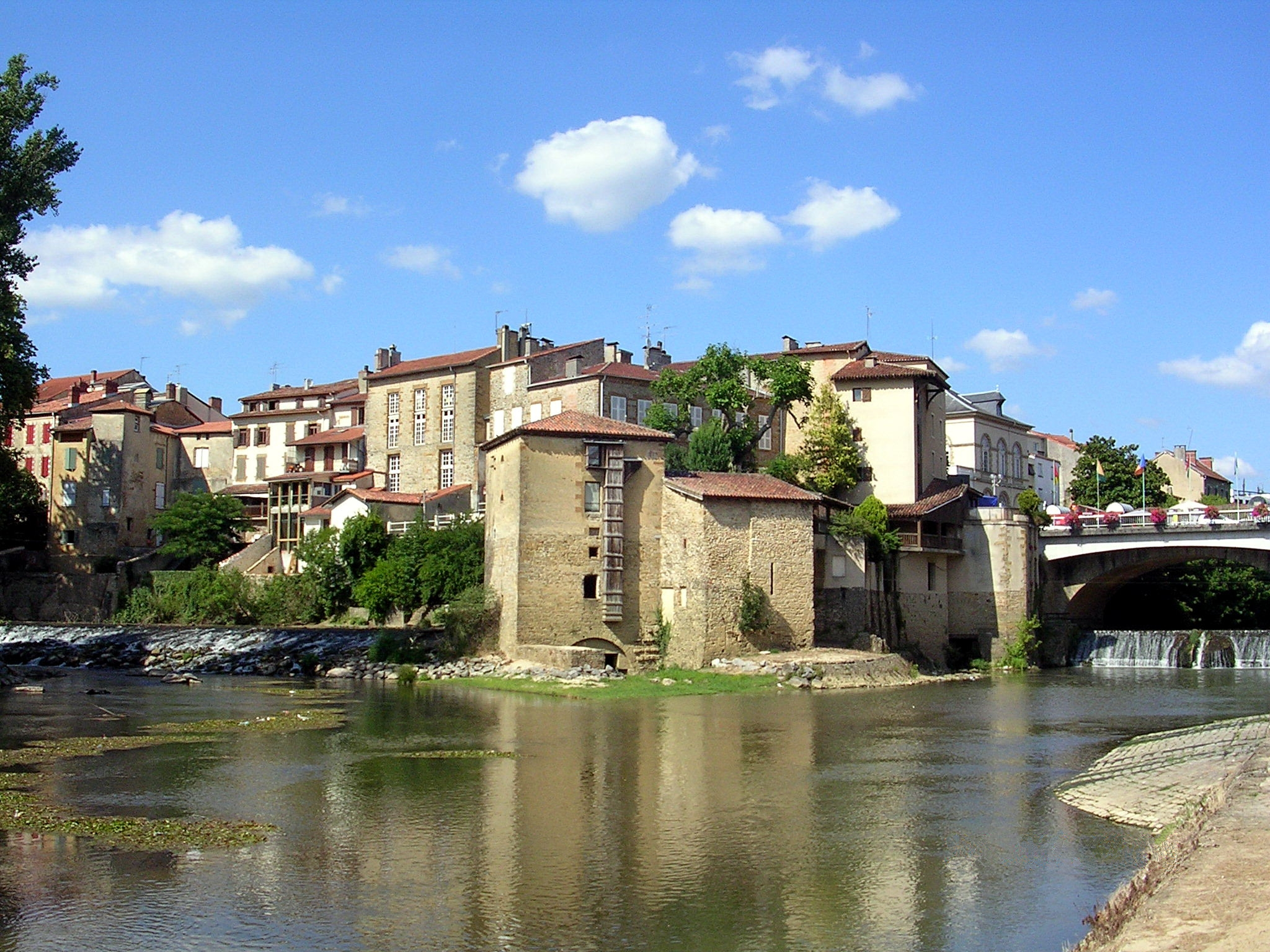

مون-دو-مارسان (به فرانسوی: Mont-de-Marsan) شهری در ناحیه آکیتن فرانسه است. این شهر به خطوط راه‌آهن فرانسه متصل است و بزرگراه‌هایی نیز از این شهر می‌گذرند. این شهر در جنوب غربی کشور فرانسه واقع شده‌است.